# 皆瀬村 (長崎県)
皆瀬村（かいぜむら）は、長崎県北松浦郡にあった村。戦時合併に伴い、他町村とともに佐世保市へ編入された。
現在の中里皆瀬地域の北東部にあたる。

## 地理
北松浦半島の南部内陸部、相浦川の中流域に位置する。
- 山：五蔵岳、江里峠[1]
- 河川：相浦川、小川内川
- 溜池：岡本貯水池、菰田貯水池（菰田ダム）、大里見池、才牟田池、動石池

## 沿革
- 1889年（明治22年）4月1日 - 町村制施行に伴い、皆瀬村が単独村制施行して北松浦郡皆瀬村が成立。
- 1920年（大正9年）3月27日 - 佐世保軽便鉄道（のち佐世保鉄道 → 日本国有鉄道）開業。当村域に皆瀬駅が設置される。
- 1942年（昭和17年）5月27日 - 東彼杵郡早岐町、北松浦郡大野町・中里村とともに佐世保市に編入され、自治体として消滅。

## 地名
免を行政区域とする。皆瀬村は1889年の町村制施行時に単独で自治体として発足したため、大字は無し。
- 上小川内免（かみおがわち）[2]
- 楠木免
- 菰田免
- 十文野免（ともんの）
- 下小川内免（しもおがわち）[2]
- 白新田免（しらにた）
- 浪瀬免（なみぜ）
- 野中免

なお、村内には上記8免の他に井手口免・田代免・山田免が存在したが、3免とも明治初年頃までに廃止されている。

## 交通

### 鉄道
日本国有鉄道
- 松浦線

（中里村） - 皆瀬駅 - （大野町）
現在、旧村域には野中駅が設置されている。